# 小行星43667
小行星43667（43667 Dumlupınar）是一颗绕太阳运转的小行星，为主小行星带小行星。该小行星于2002年4月4日发现。
該小行星以土耳其潛艇杜姆盧珀納爾（Dumlupınar）命名。

## 轨道参数
小行星43667的轨道半长轴为2.4418826 UA，离心率为0.113。